# José Rico Pavés
José Rico Pavés (ur. 9 października 1966 w Grenadzie) – hiszpański duchowny katolicki, biskup pomocniczy Getafe w latach 2012-2021, biskup Jerez de la Frontera od 2021.

## Życiorys

### Prezbiterat
Święcenia kapłańskie otrzymał 11 października 1992 z rąk kard. Marcelo Gonzáleza Martín i został inkardynowany do archidiecezji Toledo. Pracował głównie na hiszpańskich uczelniach katolickich: w Barcelonie (1996-2011), w Toledo (1998-2012) i Madrycie (1999-2013). Był także m.in. dyrektorem sekretariatu ds. doktryny wiary i ekumenizmu.

### Episkopat
6 lipca 2012 papież Benedykt XVI mianował go biskupem pomocniczym diecezji Getafe, ze stolicą tytularną Mentesa. Sakry biskupiej udzielił mu 21 września 2012 ordynariusz Getafe - bp Joaquín María López de Andújar. 9 czerwca 2021 papież Franciszek mianował go biskupem Jerez de la Frontera. Ingres do katedry diecezjalnej odbył 31 lipca 2021.